# SLC7A14
SLC7A14‏ (Solute carrier family 7 member 14) هوَ بروتين يُشَفر بواسطة جين SLC7A14 في الإنسان.